# Leucotina knopi
Leucotina knopi ist eine Art der Meeresschnecken-Gattung Leucotina. Diese gehört neben der Gattung Amathina zur Familie Amathinidae, die eng mit der sehr ähnlichen Familie Pyramidellidae verwandt ist. Benannt wurde Leucotina knopi nach dem deutschen Fachjournalisten Daniel Knop, dessen Namen auch die Röhrenkorallengattung Knopia trägt.

## Merkmale
Das Gehäuse von Leucotina knopi ist hochkonisch mit wenig gewölbten Windungen. Auf der Oberfläche bilden Spiralstreifen mit Radialstreifen ein netzförmiges Muster. Die Art erreicht eine Gehäusehöhe von knapp über 22 mm.
Leucotina knopi scheint vom Gehäuse her wenig variabel zu sein, denn alle bisher gesammelten Exemplare weisen alle dieselbe, arttypische Gehäuseform auf, und die Schalenwand besitzt die gleiche Lichtdurchlässigkeit, ein Phänomen, das bei den eng verwandten Leucotina-Arten nicht zu beobachten ist.

## Verbreitung und Lebensraum
Die bisher gesammelten Exemplare stammen von der zu der südlichsten Inselgruppe der Philippinen (Mindanao) gehörenden Insel Aliguay Island und von Mactan Island, Cebu (Philippinen). Über ihren Lebensraum ist noch relativ wenig bekannt. Leucotina knopi lebt in 50–200 m Tiefe auf Sand- und Schlammboden und wird nur gelegentlich durch Fischernetze an die Oberfläche gebracht.

## Lebensweise
Die Gehäuseform von Leucotina knopi macht die enge Verwandtschaft zu den Arten der Familie Pyramidellidae, die in der Meeresaquaristik als Parasiten der Riesenmuscheln (Tridacnidae) bekannt sind, sehr deutlich. Auch bei ihr ist anzunehmen, dass sie parasitisch lebt, da dies bei den meisten Vertretern der Familien Amathinidae und Pyramidellidae der Fall ist.

## Systematik
Auf den Philippinen wurden neben L. knopi bisher zwei weitere Leucotina-Arten gefunden: Leucotina adamsi Kuroda & Habe 1971 und Leucotina sagamiensis Kuroda & Habe 1971. Von beiden unterscheidet sie sich markant aufgrund ihrer Gehäuseform. Am ähnlichsten ist die Art Leucotina dianae (Adams 1855), die jedoch nicht auf den Philippinen anzutreffen ist, sondern im Süden Japans.